# Antonio Vojak
Antonio Vojak (19. listopad 1904, Pula Rakousko-Uhersko – 9. květen 1975, Varese Itálie) byl italský fotbalový útočník i trenér. Kvůli slovanským zákonům uloženým fašistickým režimem byl nucen legálně změnit své příjmení na Vogliani a zaregistrovat nové příjmení v civilním statusu města Turína. V některých případech byl také napsán jako Vojach.
Již od sezony 1924/25 hrál za Lazio a díky svému talentu se dostal do hledáčku Juventusu kam odešel hned po sezoně. Anton u Bianconeri zůstal čtyři roky a nastřílel celkem 47 branek. Získal s nimi jediný svůj titul v sezoně 1925/26. Od roku 1929 byl hráčem Neapole a zůstal u nich do roku 1935. Zde se stal jedním z prvních velkých idolů neapolské veřejnosti. Se 102 vstřelenými góly během šesti sezón je nejlepším střelcem v historii klubu v lize, spolu s Mertensem a také byl 78 let držitelem rekordu vstřelených gólů v jednom ročníku, překonal jej Cavani v sezóně 2010/11. Poté si zahrál v klubech Janov a Lucchese. Kariéru zakončil v Empoli.
Jediné utkání za reprezentaci odehrál v roce 1932 proti Švýcarsku (3:0).

## Hráčská statistika
| Sezóna  | Klub              | Liga      | Liga   | Liga | Ligové poháry | Ligové poháry | Ligové poháry | Kontinentální poháry | Kontinentální poháry | Kontinentální poháry | Celkem | Celkem |
| Sezóna  | Klub              | Soutěž    | Zápasy | Góly | Soutěž        | Zápasy        | Góly          | Soutěž               | Zápasy               | Góly                 | Zápasy | Góly   |
| ------- | ----------------- | --------- | ------ | ---- | ------------- | ------------- | ------------- | -------------------- | -------------------- | -------------------- | ------ | ------ |
| 1924/25 | Lazio             | 1. Divize | 10     | 7    | -             | 0             | 0             | -                    | 0                    | 0                    | 10     | 7      |
| 1925/26 | Juventus          | 1. Divize | 17     | 5    | -             | 0             | 0             | -                    | 0                    | 0                    | 17     | 5      |
| 1926/27 | Juventus          | 1. Divize | 26     | 16   | IP            | 1             | 1             | -                    | 0                    | 0                    | 27     | 17     |
| 1927/28 | Juventus          | 1. Divize | 32     | 8    | -             | 0             | 0             | -                    | 0                    | 0                    | 32     | 8      |
| 1928/29 | Juventus          | 1. Divize | 27     | 7    | -             | 0             | 0             | Stř.P                | 1                    | 0                    | 28     | 7      |
| 1929/30 | Neapol            | Serie A   | 31     | 20   | -             | 0             | 0             | -                    | 0                    | 0                    | 31     | 20     |
| 1930/31 | Neapol            | Serie A   | 33     | 20   | -             | 0             | 0             | -                    | 0                    | 0                    | 33     | 20     |
| 1931/32 | Neapol            | Serie A   | 34     | 9    | -             | 0             | 0             | -                    | 0                    | 0                    | 34     | 9      |
| 1932/33 | Neapol            | Serie A   | 34     | 22   | -             | 0             | 0             | -                    | 0                    | 0                    | 34     | 22     |
| 1933/34 | Neapol            | Serie A   | 33     | 21   | -             | 0             | 0             | -                    | 0                    | 0                    | 33     | 21     |
| 1934/35 | Neapol            | Serie A   | 25     | 10   | -             | 0             | 0             | Stř.P                | 3                    | 1                    | 28     | 11     |
| 1935/36 | Janov             | Serie A   | 17     | 4    | IP            | 2             | 0             | -                    | 0                    | 0                    | 19     | 4      |
| 1936/37 | Lucchese          | Serie A   | 1      | 0    | IP            | 1             | 0             | -                    | 0                    | 0                    | 2      | 0      |
| 1937/38 | Italo Gambacciani | Serie C   | 17     | 6    | -             | 0             | 0             | -                    | 0                    | 0                    | 17     | 6      |
| 1938/39 | Italo Gambacciani | Serie C   | 20     | 5    | IP            | 2             | 1             | -                    | 0                    | 0                    | 22     | 6      |
| Celkem  | Celkem            | Celkem    | 357    | 170  | -             | 6             | 2             | -                    | 4                    | 1                    | 367    | 173    |

## Hráčské úspěchy

### Klubové
- 1× vítěz italské ligy (1925/26)

### Reprezentační
- 1x na MP (1931-1932 - stříbro)